# Mirjana Lučićová Baroniová
Mirjana Lučićová Baroniová, rodným jménem Mirjana Lučić (* 9. března 1982 Dortmund) je chorvatská profesionální tenistka a držitelka několika věkových rekordů v ženském tenise. Ve své dosavadní kariéře na okruhu WTA Tour vyhrála tři turnaje ve dvouhře a tři ve čtyřhře. V rámci okruhu ITF získala čtyři tituly ve dvouhře a tři ve čtyřhře. Poté, co několik let po roce 2000 nehrála kvůli osobním problémům, se na okruh vrátila v roce 2007 a v sezóně 2010 se opět probojovala do první stovky světové klasifikace.
Na žebříčku WTA byla nejvýše ve dvouhře klasifikována v lednu 2017 na  29. místě a ve čtyřhře pak v říjnu téhož roku na 19. místě. Trénuje ji Jeff Russell.
V chorvatském fedcupovém týmu debutovala v roce 1996 utkáním základního bloku 1. skupiny zóny Evropy a Afriky proti Gruzii, v němž vyhrála dvouhru nad Sofií Managadzeovou. Do   2013 v soutěži nastoupila k devíti mezistátním utkáním s bilancí 12–1 ve dvouhře a 2–2 ve čtyřhře, když poslední utkání k danému datu odehrála v dubnu 1998 ve čtvrtfinále Světové skupiny II proti Japonsku.
Dne 15. listopadu 2011 se vdala za Daniela Baroniho a od sňatku užívá příjmení Lučić Baroni.

## Tenisová kariéra
Je držitelkou grandslamového titulu v ženské čtyřhře z Australian Open 1998, když jako vůbec nejmladší vítěz úvodního grandslamu v historii – ve věku patnácti let, deseti měsíců a dvaceti jedna dnů, vyhrála spolu s Martinou Hingisovou, následující rok se probojovala do semifinále ženské dvouhry ve Wimbledonu.
V roce 1996 se stala po Hingisové a Capriatiové historicky třetí tenistkou v otevřené éře tenisu, jež dokázala vyhrát juniorku dvouhry grandslamu v čtrnácti letech, a to konkrétně na US Open 1996. Poté zvítězila také na Australian Open 1997, kde triumfovala jak v juniorské dvouhře, tak ve čtyřhře spolu s Jasmin Wöhrovou.
Na profesionální okruh WTA vstoupila v dubnu 1997. Týden poté vyhrála první turnaj Croatian Bol Ladies Open v chorvatském Bolu. Následně se probojovala do finále ve Štrasburku, v němž podlehla Steffi Grafové. V sezóně 1998 obhájila singlový titul v Bolu a stala se tak nejmladší tenistkou historie, v šestnácti letech, jednom měsíci a dvaceti čtyřech dnech, která zvítězila na dvou následujících ročnících profesionálního turnaje.
Po roce 1999 měla finanční a osobní problémy, které vedly k několikaletému přerušení sportovní kariéry. Po odehrání posledního turnaje v roce 2003 se vrátila kvalifikací turnaje Region championships 2007.
Jako 79. hráčka žebříčku WTA vstupovala do australského grandslamu Australian Open 2017. Na úvod s problémy přehrála čínskou tenistku Wang Čchiang, když po prvním prohraném setu musela otáčet utkání. Ve 2. kole pak poměrem 6–3 a 6–2 zdolala světovou trojku Agnieszku Radwańskou z Polska a poprvé v kariéře na Australian Open postoupila do třetího kola. V něm stejně jako v úvodním kole ztratila první set, přesto nakonec přehrála řeckou tenistku Marií Sakkariovou. V osmifinále pak bez větších potíží porazila americkou kvalifikantku Jennifer Bradyovou a postoupila dále. Ve čtvrtfinále jí nezastavila ani Češka Karolína Plíšková, kterou přemohla hlavně agresivní hrou a zvítězila po výsledku 6–4, 3–6 a 6–4. Po osmnácti letech tak postoupila do svého druhého semifinále na grandslamu, když jediné do té doby hrála na trávě ve Wimbledonu 1999. V něm vyzvala šestinásobnou vítězku turnaje a světovou dvojku Serenu Williamsovou, se kterou uhrála jen 3 gemy a za 50 minut hry prohrála výsledkem 2–6 a 1–6. Po turnaji si v novém vydání Žebříčku WTA vylepšila své singlové maximum, když jí patřila 29. pozice.

## Finále na Grand Slamu

### Ženská čtyřhra: 1 (1–0)
| Stav    | Rok  | Turnaj          | Spoluhráčka       | Soupeřky ve finále                    | Výsledek      |
| ------- | ---- | --------------- | ----------------- | ------------------------------------- | ------------- |
| Vítězka | 1998 | Australian Open | Martina Hingisová | Lindsay Davenportová Nataša Zverevová | 6–4, 2–6, 6–3 |

### Smíšená čtyřhra: 1 (0–1)
| Stav       | Rok  | Turnaj    | Spoluhráč       | Soupeři ve finále             | Výsledek |
| ---------- | ---- | --------- | --------------- | ----------------------------- | -------- |
| Finalistka | 1998 | Wimbledon | Mahesh Bhupathi | Serena Williamsová Max Mirnyj | 4–6, 4–6 |

## Finále na turnajích WTA Tour
| Legenda                                         |
| ----------------------------------------------- |
| D – dvouhra; Č – čtyřhra                        |
| Grand Slam (1–0 Č)                              |
| WTA Tour Championships (0–0)                    |
| Tier I / Premier Mandatory & Premier 5 (1–0 Č)  |
| Tier II / Premier (0–1 D)                       |
| Tier III, IV & V / International (3–1 D; 1–1 Č) |

### Dvouhra: 5 (3–2)
| Stav       | Č. | Datum           | Turnaj                 | Povrch      | Finalistka         | Výsledek            |
| ---------- | -- | --------------- | ---------------------- | ----------- | ------------------ | ------------------- |
| Vítězka    | 1. | 4. květen 1997  | Bol, Chorvatsko        | antuka      | Corina Morariuová  | 7–5, 6(4)–7, 7–6(5) |
| Finalistka | 1. | 24. května 1997 | Štrasburk, Francie     | antuka      | Steffi Grafová     | 2–6, 5–7            |
| Vítězka    | 2. | 3. května 1998  | Bol, Chorvatsko (2)    | antuka      | Corina Morariuová  | 6–4, 6–2            |
| Vítězka    | 3. | 14. září 2014   | Québec, Kanada         | koberec (h) | Venus Williamsová  | 6–4, 6–3            |
| Finalistka | 2. | 21. května 2016 | Štrasburk, Francie (2) | antuka      | Caroline Garciaová | 4–6, 1–6            |

### Čtyřhra: 4 (3–1)
| Stav       | Č. | Datum          | Turnaj                                | Povrch      | Spoluhráčka         | Soupeřky ve finále                    | Výsledek       |
| ---------- | -- | -------------- | ------------------------------------- | ----------- | ------------------- | ------------------------------------- | -------------- |
| Vítězka    | 1. | 1. února 1998  | Australian Open, Austrálie, Melbourne | tvrdý       | Martina Hingisová   | Lindsay Davenportová Nataša Zverevová | 6–4, 2–6, 6–3  |
| Vítězka    | 2. | 8. února 1998  | Tokio, Japonsko                       | koberec (h) | Martina Hingisová   | Lindsay Davenportová Nataša Zverevová | 7–5, 6–4       |
| Finalistka | 1. | 2. května 1998 | Bol, Chorvatsko                       | antuka      | Joannette Krugerová | Laura Montalvová Paola Suárezová      | bez boje       |
| Vítězka    | 3. | 14. září 2014  | Québec, Kanada                        | koberec (h) | Lucie Hradecká      | Julia Görgesová Andrea Hlaváčková     | 6–3, 7–6(10–8) |

## Tituly na okruhu ITF

### Dvouhra (4)
| Č. | Datum          | Turnaj         | Povrch    | Finalistka               | Výsledek |
| -- | -------------- | -------------- | --------- | ------------------------ | -------- |
| 2. | 5. srpna 1997  | Makarska       | antuka    | Sandra Dopferová         | 6–1, 6–4 |
| 2. | 11. dubna 2010 | Jackson        | antuka    | Jamie Hamptonová         | 7–5, 6–3 |
| 3. | 26. září 2010  | Albuquerque    | tvrdý     | Lindsay Leeová-Watersová | 6–1, 6–4 |
| 4. | 13. října 2013 | Joué-lès-Tours | tvrdý (h) | An-Sophie Mestachová     | 6–4, 6–2 |

### Čtyřhra (1)
| Č. | Datum             | Turnaj   | Povrch      | Spoluhráčka     | Finalistky                     | Výsledek |
| -- | ----------------- | -------- | ----------- | --------------- | ------------------------------ | -------- |
| 1. | 16. prosince 1996 | Salcburk | koberec (h) | Chanda Rubinová | Anca Barnaová Adriana Barnaová | 6–3, 6–2 |

## Postavení na konečném žebříčku WTA

### Dvouhra
| Rok    | 1997 | 1998  | 1999  | 2000   | 2001   | 2002   | 2003   | 2007   | 2008   | 2009   | 2010   | 2011   | 2012   | 2013   | 2014  | 2015  | 2016  |
| Pořadí | 52.  | ▲ 51. | ▲ 50. | ▼ 207. | ▲ 191. | ▼ 202. | ▼ 335. | ▼ 454. | ▲ 423. | ▲ 288. | ▲ 105. | ▼ 116. | ▲ 108. | ▲ 104. | ▲ 61. | ▼ 67. | ▼ 82. |

### Čtyřhra
| Rok    | 1997 | 1998  | 1999   | 2000   | 2001   | 2002 | 2003 | 2007 | 2008   | 2009 | 2010 | 2011   | 2012   | 2013  | 2014  | 2015   | 2016   |
| Pořadí | 0.   | ▲ 20. | ▼ 198. | ▼ 255. | ▼ 431. | –    | –    | –    | ▲ 568. | –    | –    | ▲ 248. | ▲ 224. | ▲ 37. | ▼ 76. | ▼ 457. | ▲ 118. |